# Tentoriceps cristatus
Tentoriceps cristatus is een straalvinnige vissensoort uit de familie van de haarstaarten (Trichiuridae). De wetenschappelijke naam van de soort is voor het eerst geldig gepubliceerd in 1884 door Klunzinger.